# Nitrické vrchy
Nitrické vrchy (pol. Nitrickie Wierchy) – pasmo górskie w Karpatach Zachodnich w zachodniej Słowacji, jedna z jednostek niższego rzędu, na jakie słowaccy geografowie dzielą Góry Strażowskie. Z kolei ona dzieli się na trzy główne, jeszcze mniejsze jednostki (idąc od północy): Suchý, Rokoš i Drieňov, nazywane od dominujących w nich szczytów. W grupie Rokoša czasem wydziela się jego zachodnią, niższą część w osobną jednostkę, zwaną Rokošské predhorie.

## Położenie
Pasmo ciągnie się z północy na południe na długości ok. 28 km przy maksymalnej szerokości ok. 12-14 km. Na północy jego granicę wyznacza mało wybitny szczyt Kamenistá (też: Kremenište, 878 m n.p.m.), a na zachodzie Závadský vrch (717 m n.p.m.), w których pasmo łączy się z grzbietami zaliczanymi już do Zliechovskej Hornatiny. Granicę północno-wschodnią i wschodnią stanowi dolina Nitricy, która na znacznym odcinku płynie tu dnem wydłużonej w osi północ-południe Kotliny Rudniańskiej. Na południu pasmo opada ku Kotlinie Górnonitrzańskiej. Na południowym zachodzie przechodzi w ciągi wzgórz – tzw. Nitrianska pahorkatina. Od zachodu ogranicza je dolina Radišy, której górne piętro, wyraźnie rozszerzone w rejonie wsi Kšinná, nosi nawę Kšinianska kotlina (zaliczana również do Nitrickich Wierchów).

## Geologia
Południową część pasma, Drieňov, budują w większości szare, warstwowane lub bardziej masywne dolomity triasowe, tzw. dolomity ramsauskie. W części wschodniej tej jednostki występują również pochodzące ze starszego triasu piaskowce oraz ilaste i ilasto-piaszczyste łupki tzw. serii benkovskiej, a lokalnie starsze, czerwono-fioletowe łupki, piaskowce i zlepieńce z okresu permu.
Fragment doliny Nitricy (tzw. Vestenická brána), oddzielający Drienov od reszty pasma, długi na ok. 10 km, pokrywają holoceńskie sedymenty rzeczne, głównie piaszczyste i kamieniste gliny.
Część pasma na północ od doliny Nitricy, mniej więcej po linię Nitrianske Rudno – Omastiná, budują ponownie triasowe dolomity, których warstwy osiągają tu grubość 200-300 m, z masywną wyspą (na zachodnich stokach masywu Rokoša) szarych i ciemnoszarych, marglistych wapieni, margli i marglistych łupków z przełomu jury i kredy. Zaliczane są do płaszczowiny choczańskiej. Dalej na północ, po linię Rudnianska Lehota – Závada pod Čiernym vrchom, występuje pas młodych brekcji, zlepieńców i piaskowców tzw. serii terchowskiej, pochdzących z paleogenu. Północną część pasma, zwaną grupą Suchego, budują hercyńskie (karbon-perm) granitoidy – leukogranity i granity z żyłami aplitów i gniazdami pegmatytów, a także starsze, paleozoiczne skały metamorficzne, głównie paragnejsy.

## Roślinność
Praktycznie całe pasmo jest zalesione. Przeważającym gatunkiem jest buk, któremu w niższych położeniach towarzyszy grab. W północnej części pasma znajdziemy fragmenty drzewostanów szpilkowych ze świerkiem pospolitym, modrzewiem i sosną zwyczajną. W południowych częściach pasma, w niższych położeniach, spotkamy fragmenty lasów, w których rośnie dąb burgundzki na północnym zakresie swego występowania. Godnym uwagi gatunkiem jest dąb omszony, który rośnie tu również na północnej granicy swego występowania. Jego stanowiska na skalistych miejscach pod szczytem Rokoša, na których rośnie wraz z reliktową sosną, są najwyższymi na terenie całej Słowacji. Podnóża, lokalnie do wysokości ok. 500 m n.p.m., pokrywają łąki kośne i pastwiska, w wielu przypadkach urządzone na miejscu dawnych pól ornych. Wyżej, aż po grzbiety, miejscami spotkamy niezbyt rozległe polany, często już też zarastające lasem – ślady dawnego pasterstwa.

## Ochrona przyrody
Pasma Nitrickich Wierchów nie obejmuje CHKO Strážovské vrchy. Leży ono natomiast w granicach specjalnego obszaru ochrony ptaków, utworzonego w ramach sieci Natura 2000.
Na obszarze Nitrickich Wierchów znajdują się trzy rezerwaty przyrody: rezerwat przyrody Veľký vrch na południowym skraju Drieňova, koło wsi Malé Kršteňany, rezerwat przyrody Rokoš w części środkowej, pod równoimiennym szczytem oraz prywatny rezerwat pezyrody Rysia w północno-zachodniej części pasma, na północnych stokach szczytu Demovec (845 m n.p.m.).

## Turystyka
W Nitrickich Wierchach nie ma żadnego schroniska turystycznego. Całe pasmo pokrywa stosunkowo gęsta sieć znakowanych szlaków turystycznych. Wzdłuż głównego grzbietu pasma w obrębie jednostek Suchý i Rokoš biegnie czerwony  szlak, prowadzący od Chaty pod Homôlkou na północy aż do Uhrovca na południu. W kilku miejscach pasmo przecina w poprzek kilka szlaków łączących dolinę Nitricy na wschodzie z doliną Radišy na zachodzie. Jedynie południowa jednostka (Drieňov) pozbawiona jest prawie znakowanych szlaków (jedyny krótki szlak w formie pętli we wschodniej części prowadzi na przełęcz Sedlo pod Drieňovým; 568 m n.p.m.).
Pasmo jest często odwiedzane przez turystów. Szczególnie uczęszczany jest masyw Rokoša, oferujący urozmaicony relief, bogatą roślinność i wiele interesujących widoków.